# Tisserantiella minutissima
Tisserantiella minutissima là một loài rêu trong họ Rhachitheciaceae. Loài này được (Mitt.) R.H. Zander mô tả khoa học đầu tiên năm 1993.